# دورتموند
دورتموند (بالألمانية: Dortmund)‏ [ˈdɔɐ̯tmʊnt]  ( سماع)، (بالألمانية الدنيا: Düörpm، باللاتينية: Tremonia) هي مدينة مستقلة في شمال الراين-وستفاليا، ألمانيا. تقع في الجزء الأوسط من الولاية فيكون واحد من المراكز الإداري والتجاري والثقافي في الحوض الرور (بالألمانية: Ruhrgebiet)‏، وعدد سكانها 601.402 (2017) ممايجعلها ثامن أكبر مدينة في ألمانيا، وعلاوة على ذلك، تعتبر دورتموند أكبر مدينة من حيث المساحة والسكان في منطقة الرور، وهي منطقة حضرية يبلغ عدد سكانها 5.1 مليون نسمة (2011) وهي أكبر تجمع حضري في ألمانيا.
تأسست حوالي عام 882، وأصبحت دورتموند مدينة إمبراطورية حرة خلال القرن الثالث عشر إلى الرابع عشر، كانت هي «المدينة الرئيسية» في شمال الراين-وستفاليا
بعد حرب الثلاثين عام تم تدمير المدينة وتناقص أهميتها حتى بداية التصنيع. أصبحت المدينة بعد ذلك واحدة من أهم مراكز الفحم والصلب والبيرة في ألمانيا وبالتالي، كانت دورتموند واحدة من أكثر المدن التي تم قصفها في ألمانيا خلال الحرب العالمية الثانية. دمرت الغارات الجوية المدمرة في، 12 مارس 1945 نسبة 98٪ من المباني في وسط المدينة. وهذه الغارات الجوية مع أكثر من 1110 طائرة فهي تملك الرقم القياسي لهدف واحد في الحرب العالمية الثانية.
وقد تكيفت المنطقة منذ انهيار صناعاتها من الفولاذ والفحم، وتحولت إلى التكنولوجيا الطبية الحيوية العالية، وتكنولوجيا الأنظمة الدقيقة والخدمات. في عام 2009، وتعد المدينة الأكثر استدامة في ألمانيا.
وتعتبر دورتموند موطنًا للعديد من المؤسسات الثقافية والتعليمية، بما في ذلك جامعة دورتموند للتكنولوجيا وجامعة دورتموند للعلوم التطبيقية والفنون، والمدرسة الدولية للإدارة وغيرها من المرافق التعليمية والثقافية والإدارية التي تضم أكثر من 49000 طالب ، والعديد من المتاحف، مثل متحف أوستوال ، متحف الفن والتاريخ الثقافي ، و متحف كرة القدم الألمانية ، وكذلك المسارح وأماكن الموسيقى مثل Koncerthaus أو دار الأوبرا في دورتموند. تعرف دورتموند بأنها العاصمة الخضراء لوستفاليا. فنصف مساحة مقاطعة دورتموند عبارة عن طرق مائية وغابات وأراضي زراعية ومساحات خضراء، ومتنزهات متميزة مثل فستفالن بارك ورومبرغ بارك. وهذا يتناقض مع مئة سنة مضت من التنقيب الدائب عن الفحم وصناعة الصلب داخل حدود هذه المدينة
تعتبر دورتموند موطنًا لـ نادي بوروسيا دورتموند لكرة القدم 09 (بالألمانية: Ballspielverein Borussia 09 e.V. Dortmund)، المعروف باسم بوروسيا دورتموند، أحد أنجح الانادية في كرة القدم الأوروبية والألمانية.

## التاريخ
في موقع المدينة الحالي وجدت قرية صغيرة ذكرت في الوثائق من عام 880 باسم تروتماني Throtmanni. وحين دمرها حريق هائل قرر الإمبراطور فريدريش الأول المعروف باسم بارباروسا إمبراطور الإمبراطورية الرومانية المقدسة، بناء المدينة من جديد عام 1152 وأقام بها لمدة عامين. وصارت مدينة إمبراطورية حرة عام 1220. وخلال هذا القرن أصبحت المدينة الرئيسية في منطقة الراين وفستفالن ودائرة العصبة الهانزية.
وبعد عام 1320 بدأ ذكر المدينة باسم دوربمونده Dorpmunde، وفي عام 1661 دمر زلزال كنيسة راينولدي Reinoldikirche. وخلال الفترة البروسية كانت ضمن إقليم فستفالن كمقاطعة داخل المنطقة الإدارية أرنسبرغ حتى عام 1875، فتحولت إلى مقاطعة حضرية داخل الإقليم. وخلال فترة التصنيع والتحول إلى الاقتصاد الصناعي لبروسيا أصبحت دورتموند مركز رئيسي للفحم والصلب.
وخلال العهد النازي دمر الكنيس اليهودي عام 1938. وخلال الحرب العالمية الثانية دمر حوالي 80% من المدينة. وبعد الحرب تمت إعادة بناء كنيسة راينولدي وكنيسة العذراء، وكذلك العديد من المتنزهات والحدائق. وتحولت المدينة إلى مركز لصناعة التكنولوجيا العالية.

## السياسة
إن عمدة دورتموند الحالي هو أولريش سييراو الذي يتمتع بأغلبية متفاوتة بين الحزب الديمقراطي الاجتماعي الألماني (SPD) و الاتحاد الديمقراطي المسيحي (CDU) و حزب الخضر الألماني

### حكومة المدينة في الماضي والحاضر
تعتبر دورتموند واحدة من 19 مدينة مستقلة خالية من المقاطعات (مقاطعات ألمانية) في شمال الراين-وستفاليا مما يعني أنها لا تشكل جزءًا من كيان حكومي محلي آخر عام، وفي هذه الحالة، فهي ليست جزءًا من مقاطعة
منذ عام 1975، أنقسمت دورتموند إلى اثني عشر منطقة إدارية. لكل منطقة مجلس خاص بها منتخب وعمدة المنطقة الخاص بها، ومجالس المناطق استشارية فقط.
وغالباً ما يطلق على دورتموند غرفة القلب في الحزب الديمقراطي الاجتماعي، وهو الحزب المهيمن سياسياً في المدينة. خلال الحقبة النازية بين 1933 إلى 1945، تم تعيين العمدة من قبل الحزب النازي. بعد الحرب العالمية الثانية ، قامت الحكومة العسكرية لمنطقة الاحتلال البريطانية بتنصيب عمدة جديد وجعل الدستور على غرار المدن البريطانية.
كان أول رئيس ينتخبه سكان دورتموند هو فريتز هينسلر. منذ نهاية العام، حصل الحزب الديمقراطي الاجتماعي على أغلبية نسبية في مجلس المدينة - باستثناء الفترة مابين 1999 إلى 2004.
منذ الانتخابات المحلية عام 2012، كان هناك 8 أحزاب وجماعات الناخبين في مجلس المدينة (86 مقعدًا ؛ 2009: 96 مقعدًا): كان أولريش سييراو رئيس بلدية دورتموند منذ مايو 2010. وقد اضطر للعمل مع الأغلبيات من المجلس المحلي.
وقد أجريت آخر انتخابات بلدية في 25 مايو 2014. ووصل الحزب الديمقراطي الاجتماعي إلى 38.2٪ (36 مقعدًا) ، و الاتحاد الديمقراطي المسيحي إلى 27.2٪ (26 مقعدًا) ، و حزب الخضر 15.4٪ (15 مقعدًا) ، و الحزب اليساري الألماني 6.8٪ (6 مقاعد) ، و حزب البديل من أجل ألمانيا 3.4 ٪ (3 مقاعد) ، و الحزب الديمقراطي الحر 2.4٪ (مقعدين) ، حزب القراصنة الألماني 2.3٪ (مقعدين) ، حزب الحق 1.0٪ (مقعد) ، و حزب قائمة المواطن لدورتموند 1.0٪ (1 مقعد) ، و الحزب الوطني الديمقراطي 0.9٪ (مقعد) و مبادرة المواطنين الحرة 0.7٪ (مقعد).

### العلاقات الدولية
انظر أيضًا: قائمة المدن التوأم والمدن الشقيقة في ألمانيا.
لدى دورتموند عدد كبير من العلاقات الدولية والشراكات. وهي توأمة حاليًا مع:
| - المملكة المتحدة، منذ 1949 - فرنسا, منذ 1960 - روسيا، منذ 1973 - الولايات المتحدة، منذ 1977 - إسرائيل، منذ 1980 | - صربيا، منذ 1981 - ألمانيا، منذ 1989 - الصين، منذ 1991 - تركيا، منذ 2014 |

## معالم المدينة
بدأ التاريخ الثقافي للمدينة مع بداية بناء الكنائس التي تضفي أبراجها على المدينة طابعا متميزا. وتمثل كنيستا راينولدي والعذراء الطابع المعماري للعصر القروسطي. أما قلب المدينة فما زال محتفظا بطابع مدينة قروسطية. وفي مكان سور المدينة القديم يوجد طريق دائري، وما زال طريق أوستنهيل الشرقي والغربي والذي كان جزءا من طريق تجارة الملح في القرون الوسطى، الشارع الرئيسي ويخترق وسط المدينة.

## من معالم المدينة
1. كنيسة راينولدي Reinoldikirche، وهي كنيسة بروتستانتية بنيت حوالي عام 800.
2. كنيسة بيتري Petrikirche، وهي كنيسة بروتستانتية يرجع تاريخ بنائها إلى القرن الرابع عشر. تشتهر بمذبحها الضخم المنحني الذي يعرف باسم "المعجزة الذهبية لدورتموند.
3. كنيسة العذراء Marienkirche، وهي كنيسة بروتستانتية بنيت عام 1170، وأعيد بنائها بعد الحرب العالمية الثانية. بني مذبحها عام 1420.
4. برج أو U-Turm ويسمى أيضا دورتموند أو، كان في الماضي مصنعا لإنتاج الجعة وتحول الآن إلى متحف.
5. برج فلوريان Florianturm وهو برج التلفزيون.
6. ستاد فستفالن Westfalenstadion، وهو ملعب نادي بروسيا دورتموند واسمه الرسمي سيغنال إدونا بارك.
7. قاعة فستفالن Westfalenhallen وهي مركز ضخم للأحداث الهامة، مثل المهرجانات والمسابقات والحفلات الموسيقية وغيرها من الأحداث منذ الخمسينيات

## الرياضة
دورتموند يطلق على نفسه Sportstadt بمعنى المدينة الرياضية
المدينة هي موطن لأكبر جمعية لكرة اليد في العالم وهي جمعية كرة اليد الألمانية (DHB)
والرابطة للدوري الألماني لكرة اليد (HBL)، علاوة على ذلك تعد دورتموند موطنًا لمركز وستفاليا الأولمبي.
لمدينة هي موطن لكثير من النوادي الرياضية والرياضيين المميزين وتنظم سنويا العديد من الأحداث الرياضية ذات الشهرة العالمية ، مثل مارثون روهر و Sparkassen Meeting للشطرنج.

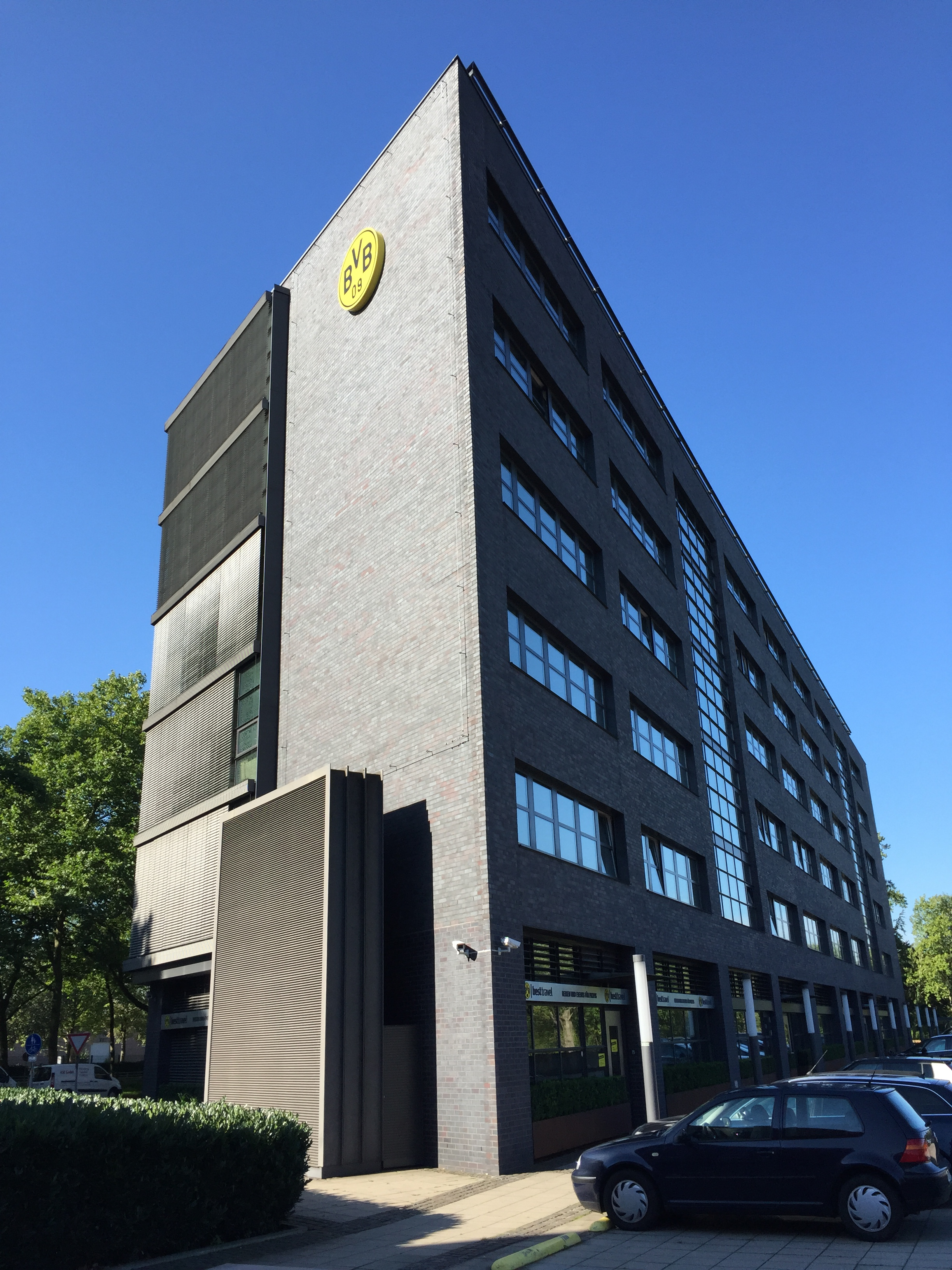
مقر بوروسيا دورتموند

### كرة القدم
يعتبر دورتموند موطن النادي الرياضي بوروسيا دورتموند، أحد أنجح الأندية في تاريخ كرة قدم الألمانية. كان بوروسيا دورتموند بطل الدوري الألماني الأسبق في الفترة 2011–12. وفاز بوروسيا دورتموند بدوري دوري أبطال أوروبا موسم 1996–97 وكأس الإنتركونتيننتال في عام 1997، وكأس الاتحاد الأوروبي للكؤوس في كأس الأمم الأوروبية عام 1966. وهذا هو أول فائز بالكأس الأوروبية في ألمانيا. «أسود الفيستفاليا» لديه 8 بونديسليغا وفازوا بأربعة كؤوس ألمانية.
يلعب بوروسيا دورتموند في الملعب الفيستفالي، والمعروف حاليًا باسم Signal Iduna Park. تم تشييده من أجل كأس العالم 1974 كما استضاف بعض مباريات كأس العالم 2006 . وهو أكبر ملعب لكرة القدم في ألمانيا بسعة قصوى تبلغ 81،359 متفرج.

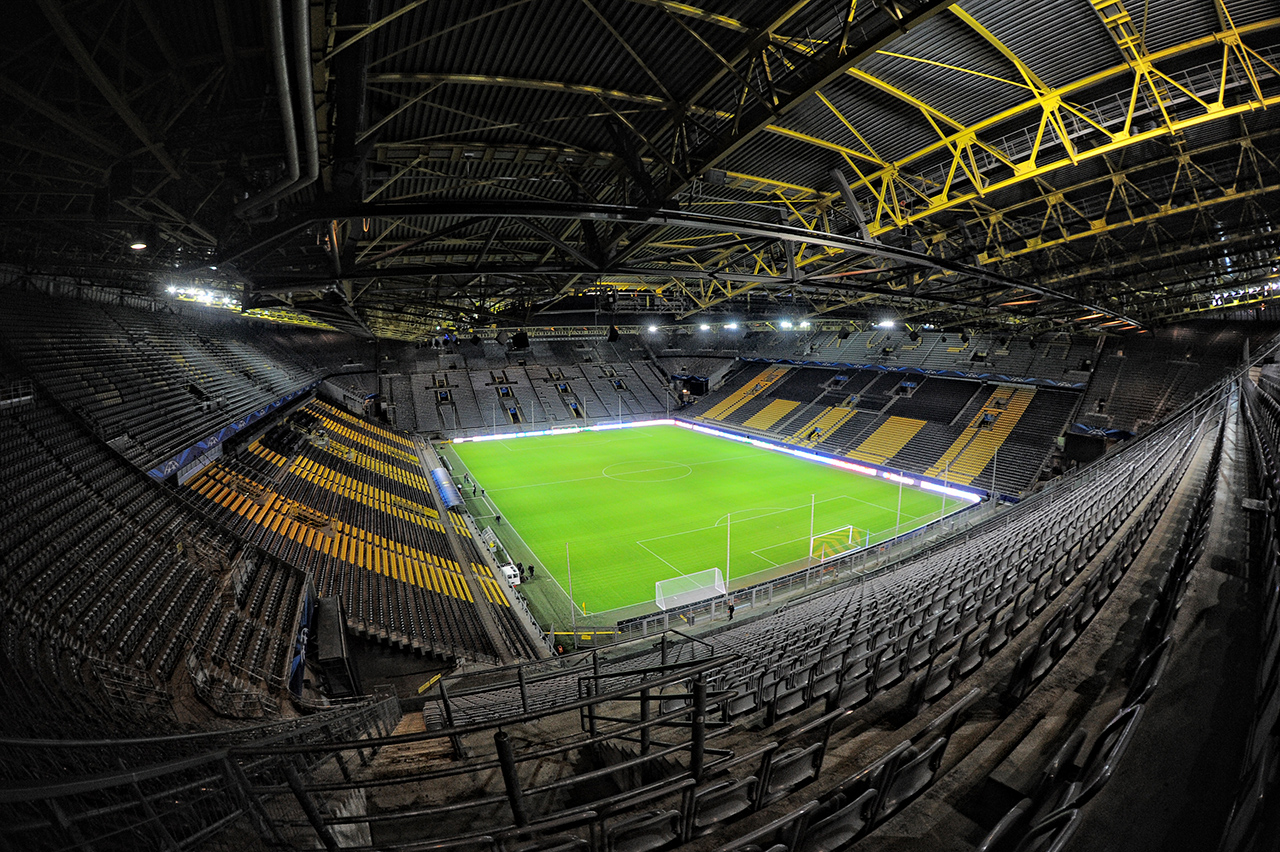
الملعب الفيستفالي ، وهو الملعب الرئيسي لنادي بوروسيا دورتموند، أكبر ملعب في ألمانيا.

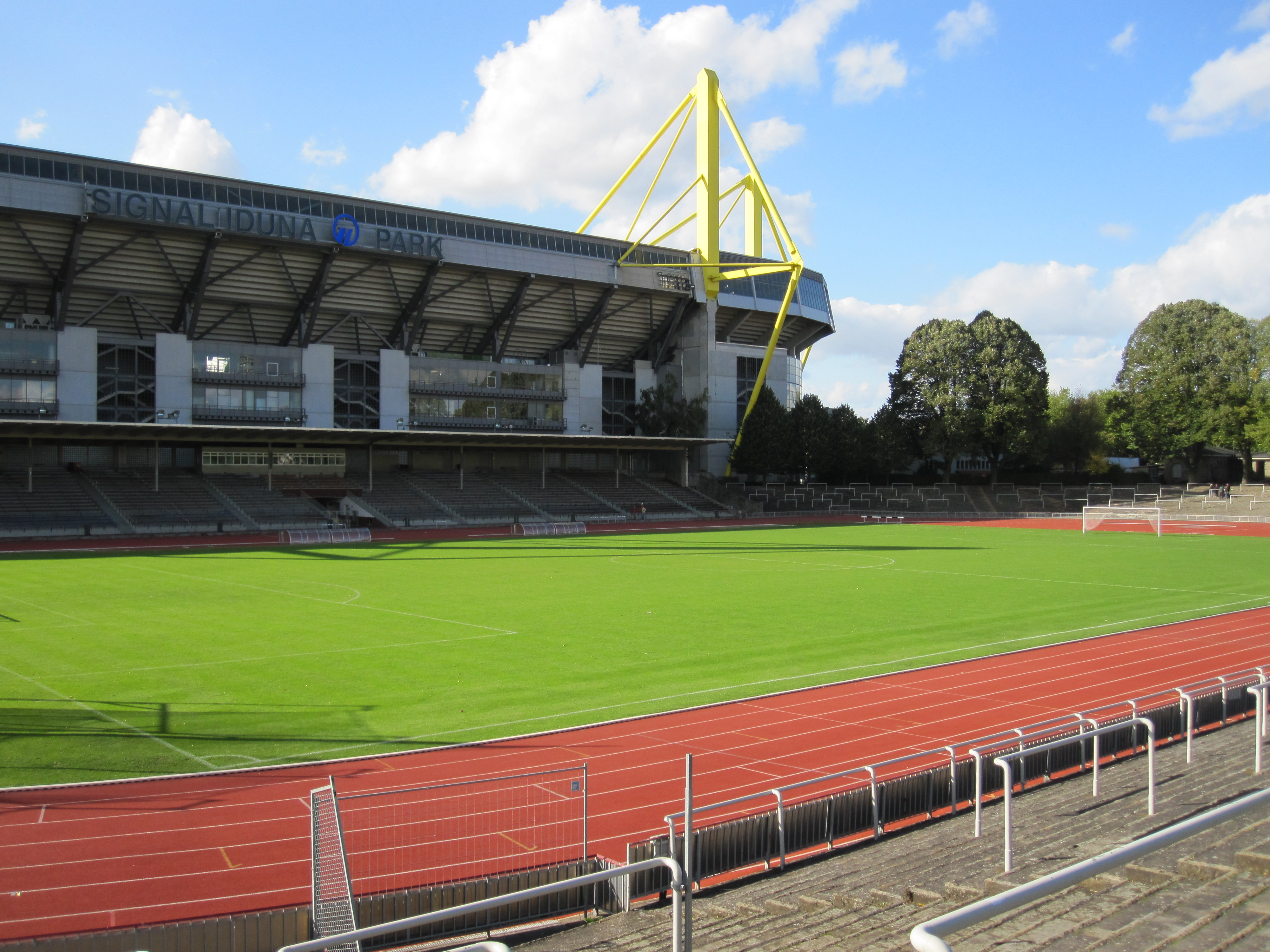
ملعب Rote Erde

### كرة اليد
بروسيا دورتموند لديه فريق نسائي لكرة اليد يلعب في الدوري الألماني لكرة اليد للسيدات الأول.

### تنس الطاولة
بوروسيا دورتموند أيضا لديه فريق تنس الطاولة يلعب في الدوري الألماني لتنس الطاولة الأول.

### كرة القدم الأمريكية
فريق دورتموند جيانت ، الذي تأسس في 22 مايو 1980 الاسم الرسمي للنادي هو 1. Dortmunder Footballclub Dortmund 1980 "Giants" e.V
قضى النادي موسم 1994 في الدوري الألماني 2، قبل أن ينخفض لمدة موسمين إلى الدرجة الثالثة بالمنطقة الغربية.
ثم قضى خمسة مواسم أخرى الدوري الألماني 2 من عام 1997 حتى عام 2001 وهي المواجهة النهائية في فريق مشترك مع أكادمية بوخوم بصفته فريق دورتموند B1 Giants، وبعد فترة خمسة مواسم في Regionalliga ، أنهى النادي موسم 2014 دون الفوز واضطر إلى العودة إلى Oberliga مرة أخرى.

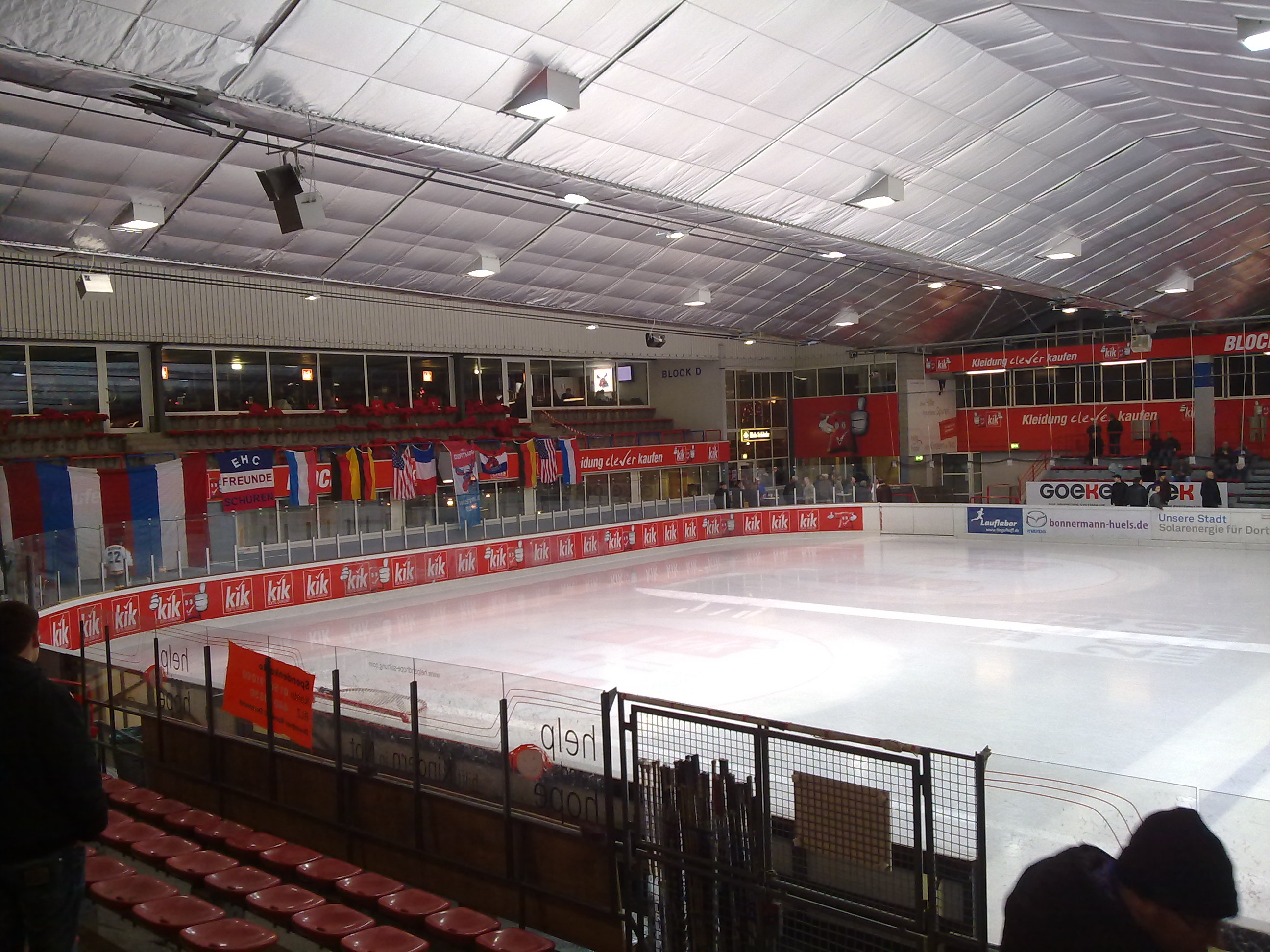
Eissportzentrum Westfalenhallen (مركز الرياضات الثلجية في قاعة فستفالن هالن)

### هوكي الجليد
ايسادلر دورتموند هو نادي هوكي الجليد في المدينة الذي يلعب في Eissportzentrum Westfalenhallen (مركز الرياضات الثلجية في وستفاليا).
لعبوا موسم 2016/17 في Oberliga ، الدرجة الثالثة من هوكي الجليد في ألمانيا.

### كرة السلة
نادي كرة السلة في المدينة هو فريق SVD 49 Dortmund (إس في دي 49 دورتموند) لكرة السلة في التقسيمات الوطنية الثانية.

### البيسبول (كرة القاعدة)
دورتموند واندررز هو نادي البيسبول في المدينة ويلعب في الدوري الألماني الأول

### رياضات أخرى
تم استضافة Sparkassen Chess-Meeting في مدينة دورتموند منذ عام 1982.
إلى جانب ذلك يمتلك دورتموند مضمار لسباق الخيل في جميع الأحوال الجوية يدعى Galopprennbahn Dortmund (مضمار دورتموند)

## الموقع الجغرافي و المناخ

### الموقع

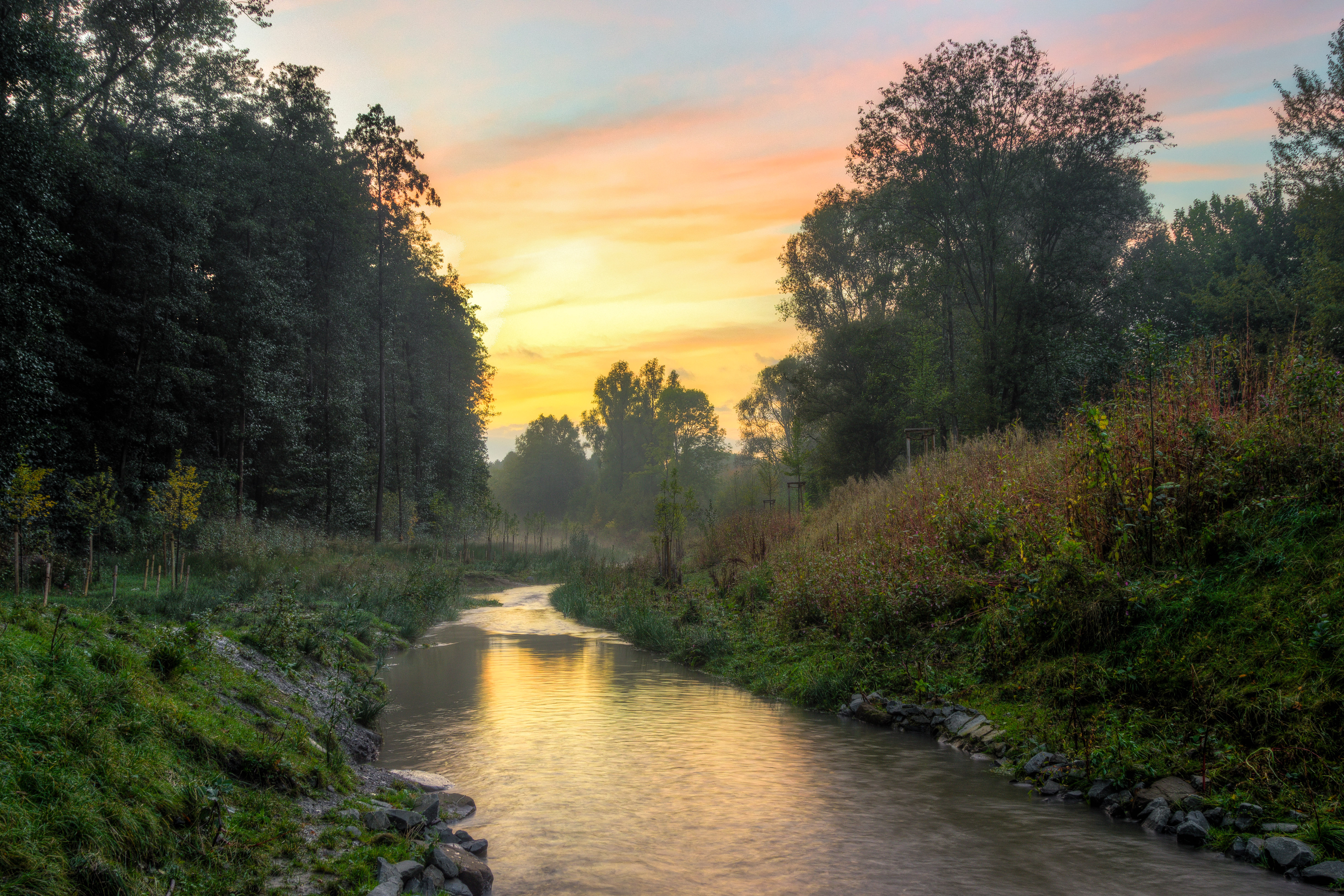
نهر إمشر في دورتموند

تعتبر دورتموند مدينة مستقلة تقع في شرق منطقة الرور وهي إحدى أكبر المناطق الحضرية في أوروبا (انظر ايضاً: مدينة ضخمة)، فمنطقة الرور تضم 11 مدينة وأربعة مقاطعات ويبلغ عدد سكانها 5.3 مليون نسمة.
تحد دورتموند 12 مدينة اثنين منهم مدن مستقلة و 10 تابعة لمنطقة وحدودها هي المدن التالية: بوخوم، كاستروب راوكسل، فالتروب، لونن، كامين، أونا، شوارتي، هاغن، هيدريك وويتن وتعتبر دورتموند جزء من ويسفاليا وتحديداً تقع في شمال الراين-وستفاليا وأيضاً هي جزء من خليج وستفاليا

### الاقسام الإدارية

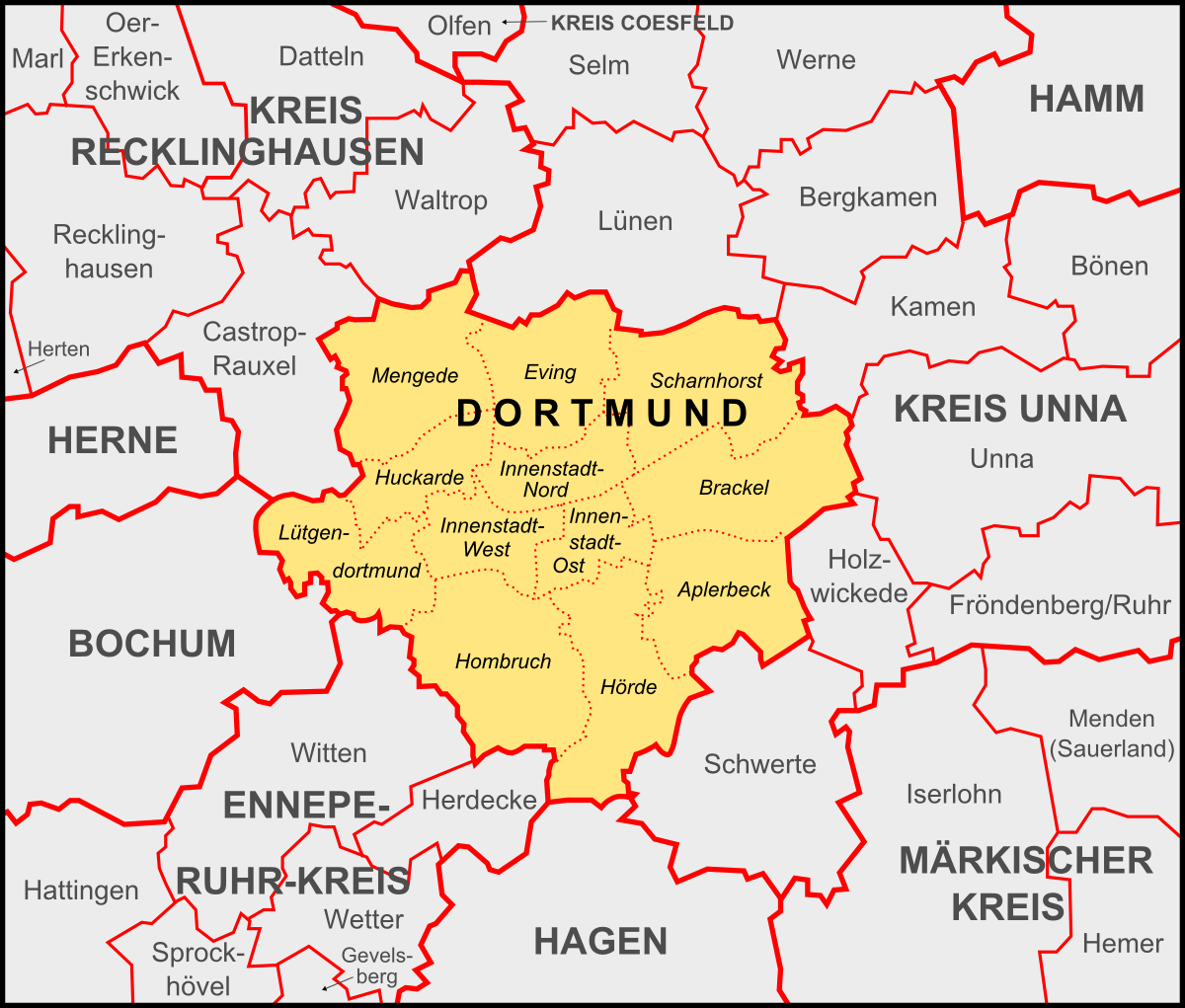
البلديات والمجتمعات المجاورة

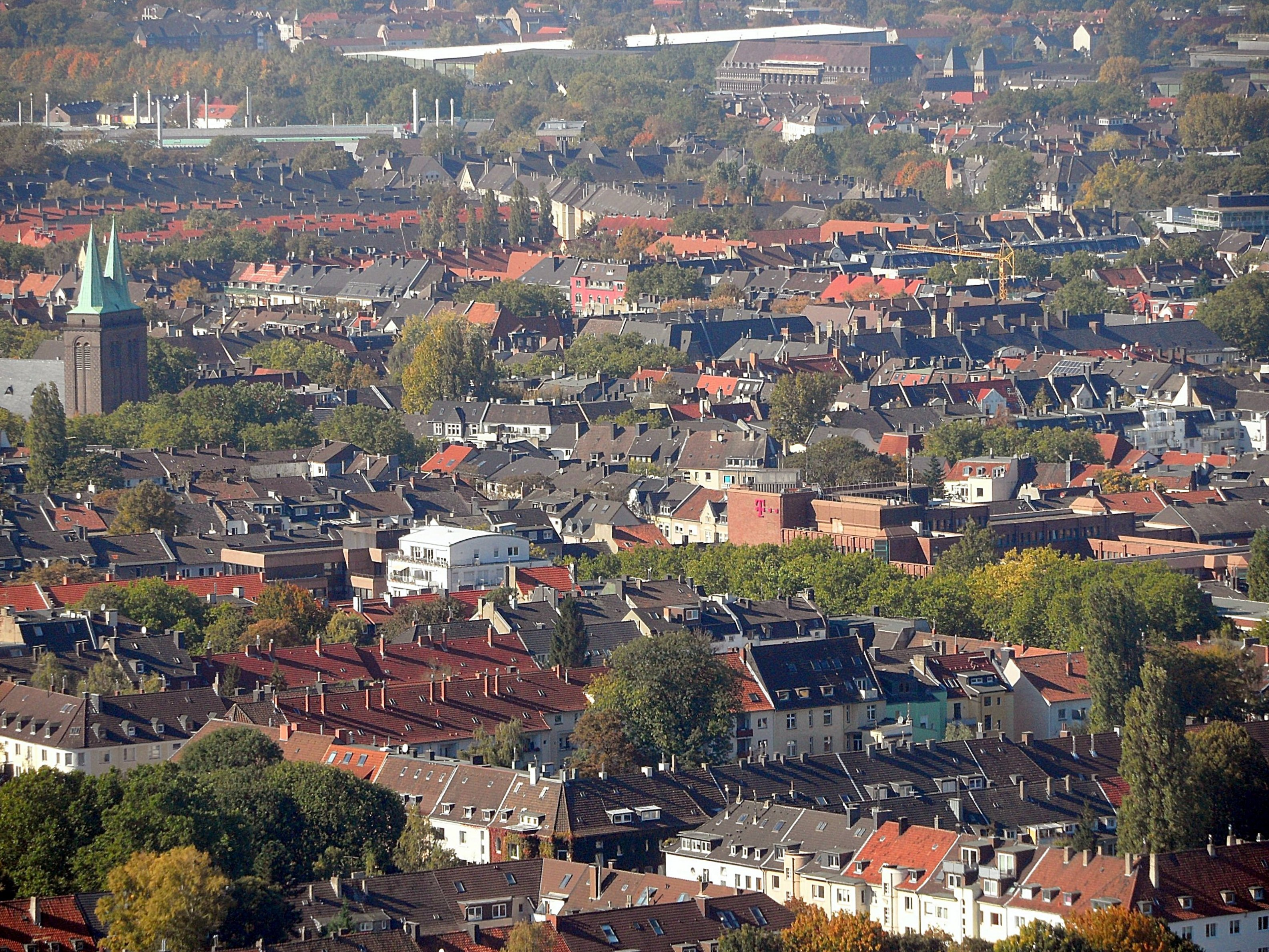
منظر جوي لـKreuzviertel

تضم مدينة دورتموند 62 حيًا تم تقسيمها بدورها إلى اثني عشر منطقة والتي تسمى شتادبيزيركه، وهي في الغالب سميت على اسم الحي الأكثر أهمية.
ثلاثة احياء من ال 12 تغطي الاحياء الداخلية : Innenstadt-West (وسط المدينة الغربي)، Innenstadt-Nord (وسط المدينة الشمالي ؛ معروف باسم Nordstadt يعني شمال المدينة)، Innenstadt-Ost (وسط المدينة الشرقي).
والاحياء التسعة المتبقية تغطي المناطق المحيطة : إيفينك (Eving) ، شارنهورست (Scharnhorst)، براكل (Brackel)، أبلَربيك (Aplerbeck)، هوردي (Hörde)، هُمبروخ (Hombruch)، لوتغِن دورتموند (Lütgendortmund) ، هوكَردي (Huckarde)، مِنكيدي (Mengede).
ويتم تعيين رقم روماني لكل منطقة بلدية ولها هيئة حاكمة محلية تتألف من تسعة عشر عضوًا ولديهم سلطة محدودة.
معظم المقاطعات كانت في الأصل مستقلة ولكن تم ضمها تدريجيا من عام 1905 إلى عام 1975
تقسيم المناطق التي تطورت حدودها وليست محددة بدقة
- وسط المدينة
- الواجهة البحرية
- السوق الشمالي (Nordmarkt نوردماركت)
- ساحة Borsigplatz (بورزيك بلاتس)
- حي Kronenviertel (كرونِن فيرتِل)
- حي Kreuzviertel (كرويتس فيرتِل)
- حي Klinikviertel (كلينيك فيرتِل)
- منطقة سارلاند
- حي Unionviertel (أونيون فيرتِل)
- حديقة المدينة

### المناخ
تقع دورتموند ضمن المناطق معتدلة المناخ، الشتاء معتدل نسبيا، والصيف بارد ويبلغ متوسط درجة الحرارة السنوية حوالي 9 إلى 10 درجات مئوية، ويبلغ متوسط كمية الأمطار السنوية حوالي 800 ملم.

هطول الأمطار يسقط على مدار السنة، وتتميز مدينة دورتموند بخصائص المناطق ذات الكثافة السكانية العالية، فعلى سبيل المثال، يعتبر حدوث الجزر الحرارية الحضرية أمرًا معتادًا.
| البيانات المناخية لـدورتموند      | البيانات المناخية لـدورتموند | البيانات المناخية لـدورتموند | البيانات المناخية لـدورتموند | البيانات المناخية لـدورتموند | البيانات المناخية لـدورتموند | البيانات المناخية لـدورتموند | البيانات المناخية لـدورتموند | البيانات المناخية لـدورتموند | البيانات المناخية لـدورتموند | البيانات المناخية لـدورتموند | البيانات المناخية لـدورتموند | البيانات المناخية لـدورتموند | البيانات المناخية لـدورتموند |
| الشهر                             | يناير                        | فبراير                       | مارس                         | أبريل                        | مايو                         | يونيو                        | يوليو                        | أغسطس                        | سبتمبر                       | أكتوبر                       | نوفمبر                       | ديسمبر                       | المعدل السنوي                |
| --------------------------------- | ---------------------------- | ---------------------------- | ---------------------------- | ---------------------------- | ---------------------------- | ---------------------------- | ---------------------------- | ---------------------------- | ---------------------------- | ---------------------------- | ---------------------------- | ---------------------------- | ---------------------------- |
| الدرجة القصوى °م (°ف)             | 14.6 (58.3)                  | 18.5 (65.3)                  | 23.5 (74.3)                  | 30.2 (86.4)                  | 34.4 (93.9)                  | 34.9 (94.8)                  | 36.8 (98.2)                  | 37.6 (99.7)                  | 33.4 (92.1)                  | 28.6 (83.5)                  | 20.1 (68.2)                  | 16.1 (61.0)                  | 37.6 (99.7)                  |
| متوسط درجة الحرارة الكبرى °م (°ف) | 4 (39)                       | 5 (41)                       | 9 (48)                       | 13 (55)                      | 18 (64)                      | 21 (70)                      | 22 (72)                      | 22 (72)                      | 19 (66)                      | 15 (59)                      | 9 (48)                       | 5 (41)                       | 14 (56)                      |
| متوسط درجة الحرارة الصغرى °م (°ف) | −1 (30)                      | −1 (30)                      | 2 (36)                       | 4 (39)                       | 8 (46)                       | 11 (52)                      | 13 (55)                      | 13 (55)                      | 10 (50)                      | 7 (45)                       | 3 (37)                       | 1 (34)                       | 6 (42)                       |
| معدل هطول الأمطار مم (إنش)        | 65 (2.6)                     | 56 (2.2)                     | 53 (2.1)                     | 57 (2.2)                     | 68 (2.7)                     | 78 (3.1)                     | 93 (3.7)                     | 93 (3.7)                     | 67 (2.6)                     | 60 (2.4)                     | 71 (2.8)                     | 77 (3.0)                     | 838 (33.1)                   |
| متوسط الأيام الممطرة              | 19                           | 17                           | 14                           | 16                           | 14                           | 14                           | 17                           | 16                           | 15                           | 17                           | 19                           | 19                           | 197                          |
| المصدر: Wetter Kontor             |                              |                              |                              |                              |                              |                              |                              |                              |                              |                              |                              |                              |                              |

## السكان
| الجنسية         | السكان (31.12.2017) |
| --------------- | ------------------- |
| تركيا           | 21,852              |
| بولندا          | 9,922               |
| سوريا           | 8,943               |
| رومانيا         | 4,797               |
| اليونان         | 4,161               |
| إسبانيا         | 3,981               |
| بلغاريا         | 3,718               |
| إيطاليا         | 3,662               |
| المغرب          | 3,387               |
| أوكرانيا        | 2,379               |
| العراق          | 2,350               |
| كرواتيا         | 2,222               |
| مقدونيا         | 2,098               |
| روسيا           | 1,921               |
| البرتغال        | 1,849               |
| البوسنة والهرسك | 1,824               |
| صربيا           | 1,745               |
| الصين           | 1,560               |
| كوسوفو          | 1,352               |
| المجر           | 1,313               |

نما عدد سكان مدينة دورتموند بسرعة في زمن الصناعة في القرن التاسع عشر، عندما بدأ استخراج الفحم ومعالجة الفولاذ في المدينة.
1904 يصادف العام الذي شهدت فيه مدينة دورتموند أكثر من 100.000 نسمة لأول مرة في تاريخها. خلال القرن التاسع عشر، جذبت المنطقة المحيطة بمدينة دورتموند، منطقة الرور ما يصل إلى 500.000 من البولنديون والماسوريين والسيليزيين من شرق بروسيا وسيليزيا في هجرة عرفت باسم أوستفلوخت (الهروب من الشرق). معظم السكان الجدد جاءوا من أوروبا الشرقية، لكن جاءوا أيضًا من فرنسا وأيرلندا والمملكة المتحدة.
يتحدث جميع أحفادهم الآن تقريباً اللغة الألمانية كلغة أم، ولأسباب مختلفة لا يميزونها بجذورهم وتقاليدهم البولندية، وغالباً ما تبقى أسماء العائلة البولندية فقط بمثابة علامة على ماضيهم. ومع عدم مراعاة التقلبات في سنوات الحرب، ارتفعت أرقام السكان باستمرار إلى 657.804 في عام 1965. ونتيجة لإنحدار المدينة في فترة ما بعد الصناعة، فانخفض عدد السكان إلى أقل من 580.000 نسمة في عام 2011. واليوم يبلغ عدد سكانها 601.402 (2017).
وتعتبر مدينة دورتموند ثامن أكبر مدينة في ألمانيا بعد برلين وهامبورغ وميونخ وكولونيا وفرانكفورت وشتوتغارت ودوسلدورف. كما أنها أكبر مدينة في حوض الرور.
وعلى عكس التوقعات، كانت الاعداد السكانية في تزايد في السنوات الأخيرة بسبب الهجرة.
شهدت مدينة دورتموند تدفقاً معتدلاً للأشخاص الأصغر سناً (الذين تتراوح أعمارهم بين 18 و 25 عاماً) ويرجع ذلك في الاساس إلى جامعاتها.
بيانات التعداد في 2011 واسعة النطاق في جميع أنحاء الاتحاد الأوروبي غير دقيق فيما يتعلق بتعداد السكان في ألمانيا. وبالتالي، تم تصحيحها، مما أدى إلى «خسارة» إحصائيها ل 9000 شخص في دورتموند. في عام 2016 تم الإعلان عن عودة السكان إلى أكثر من 600.000.
في عام 2019، كان عدد السكان في دورتموند 602.566 ومنهم حوالي تقريباً 35 % من أصل غير ألماني. يوضح الجدول عدد المهاجرين في دورتموند حسب الجنسية، 31 ديسمبر 2014.

### الدين
كانت البروتستانتية سائدة في دورتموند في الماضي وخلال القرن التاسع عشر انتقل عدد متزايد من الكاثوليك إلى هناك من شرق بروسيا وسيليزيا وبولندا. اعتبارا من 2014 كانت أكبر الطوائف المسيحية هي البروتستانتية بنسبة (29.9 ٪) والكاثوليكية الرومانية بنسبة (27.4 ٪) من السكان. وايضاً، الكنيسة أرثوذكسية اليونانية والكنيسة أرثوذكسية الصربية والكنيسة أرثوذكسية المقدونية ممثلة في دورتموند.

## معرض صور

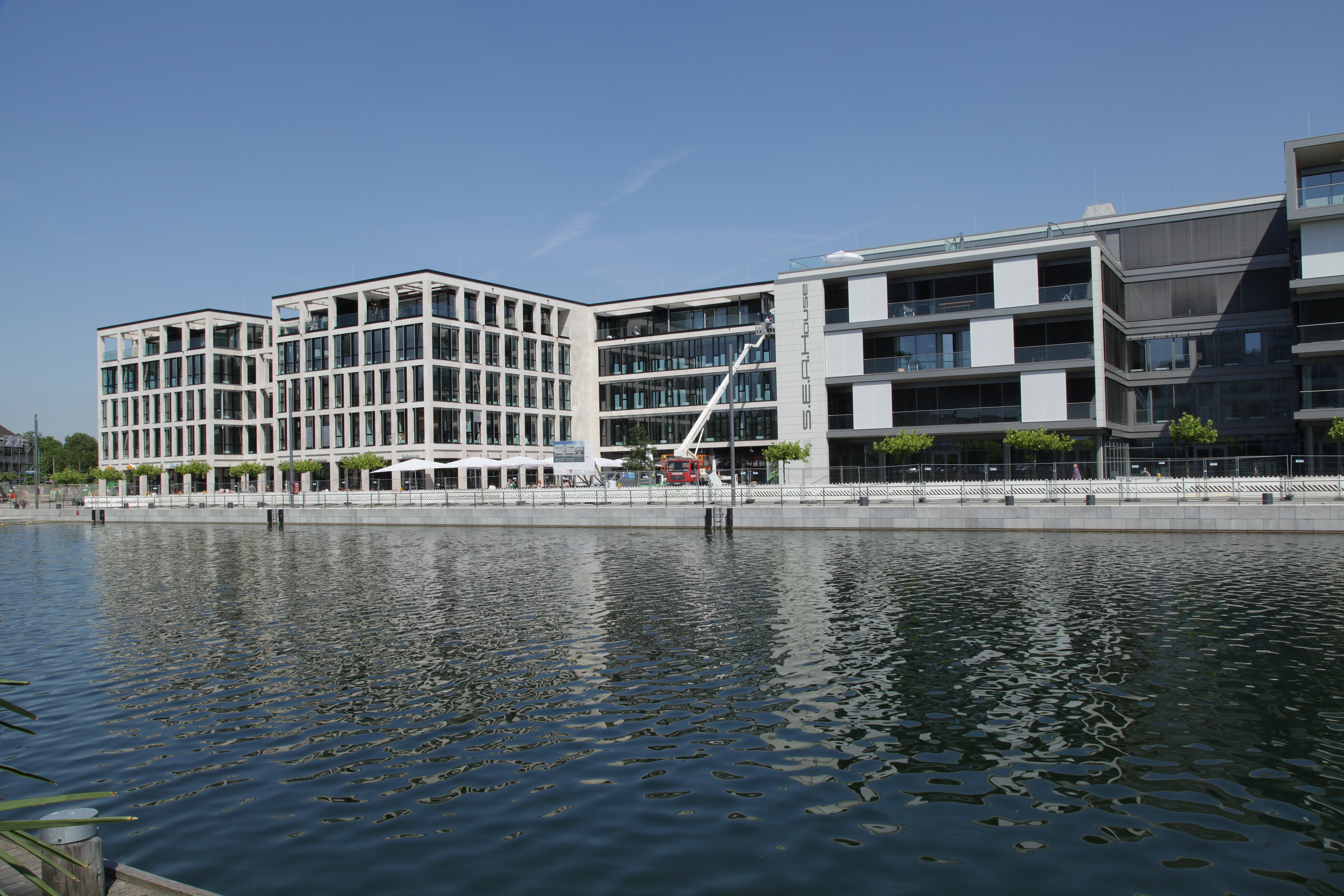
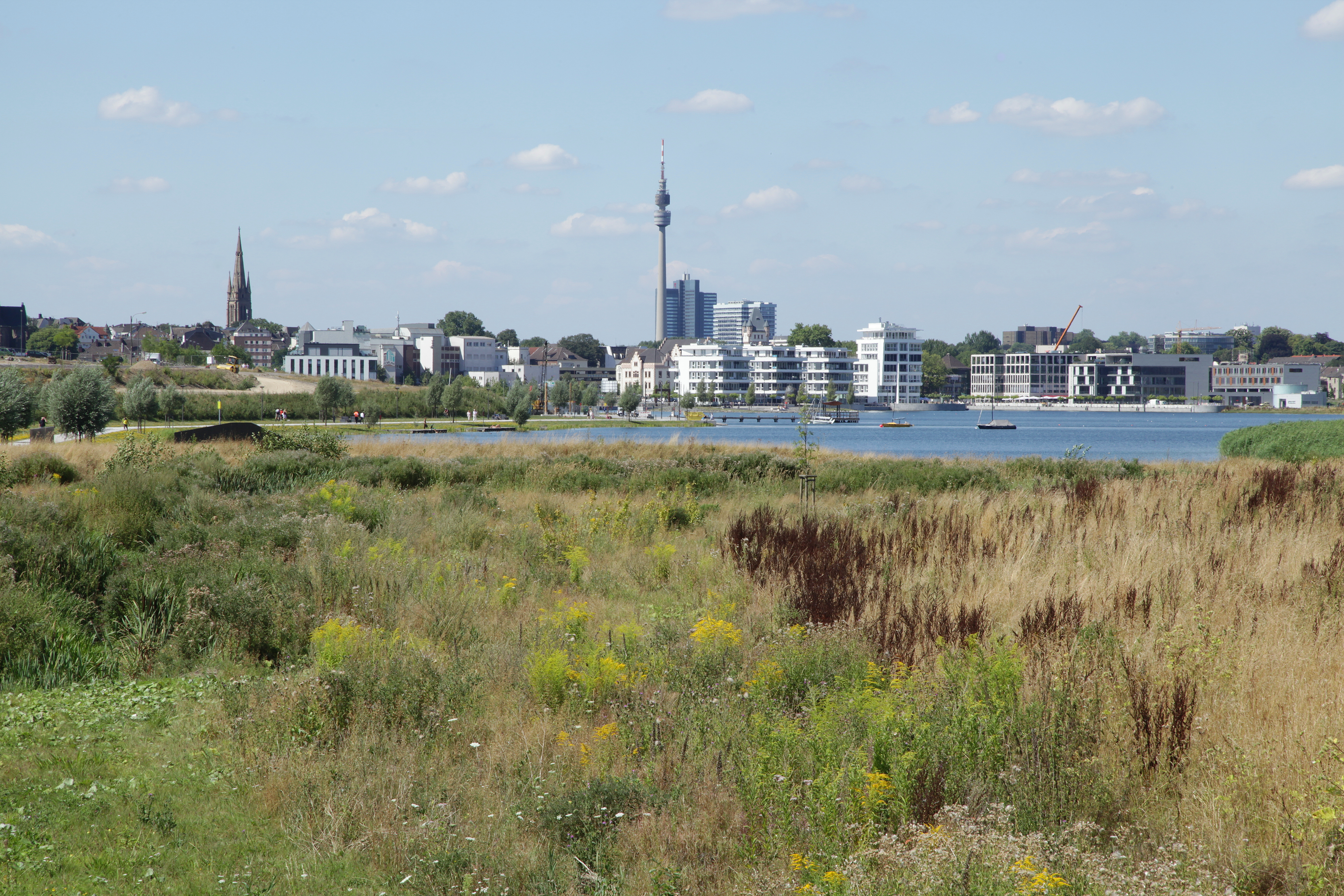
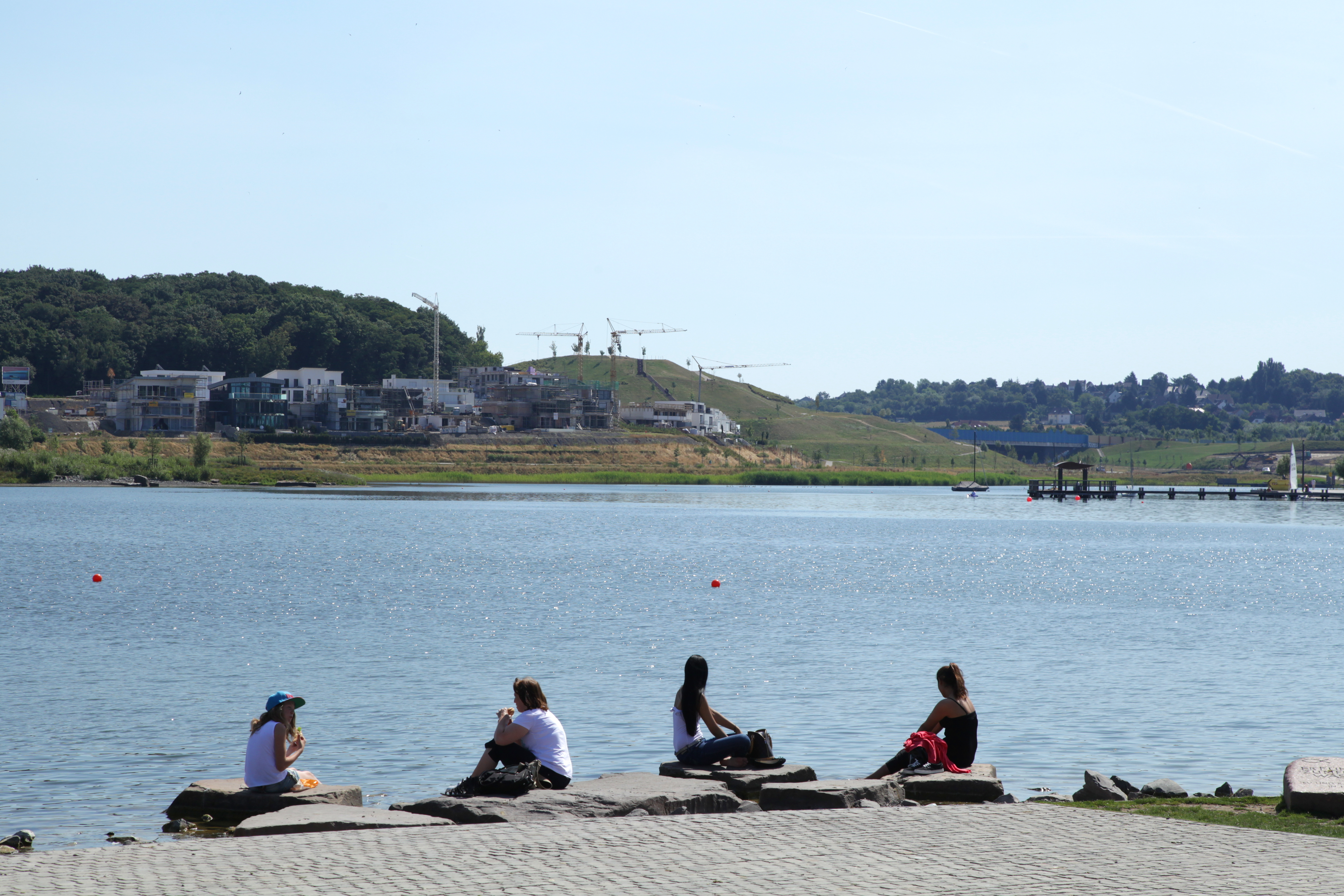
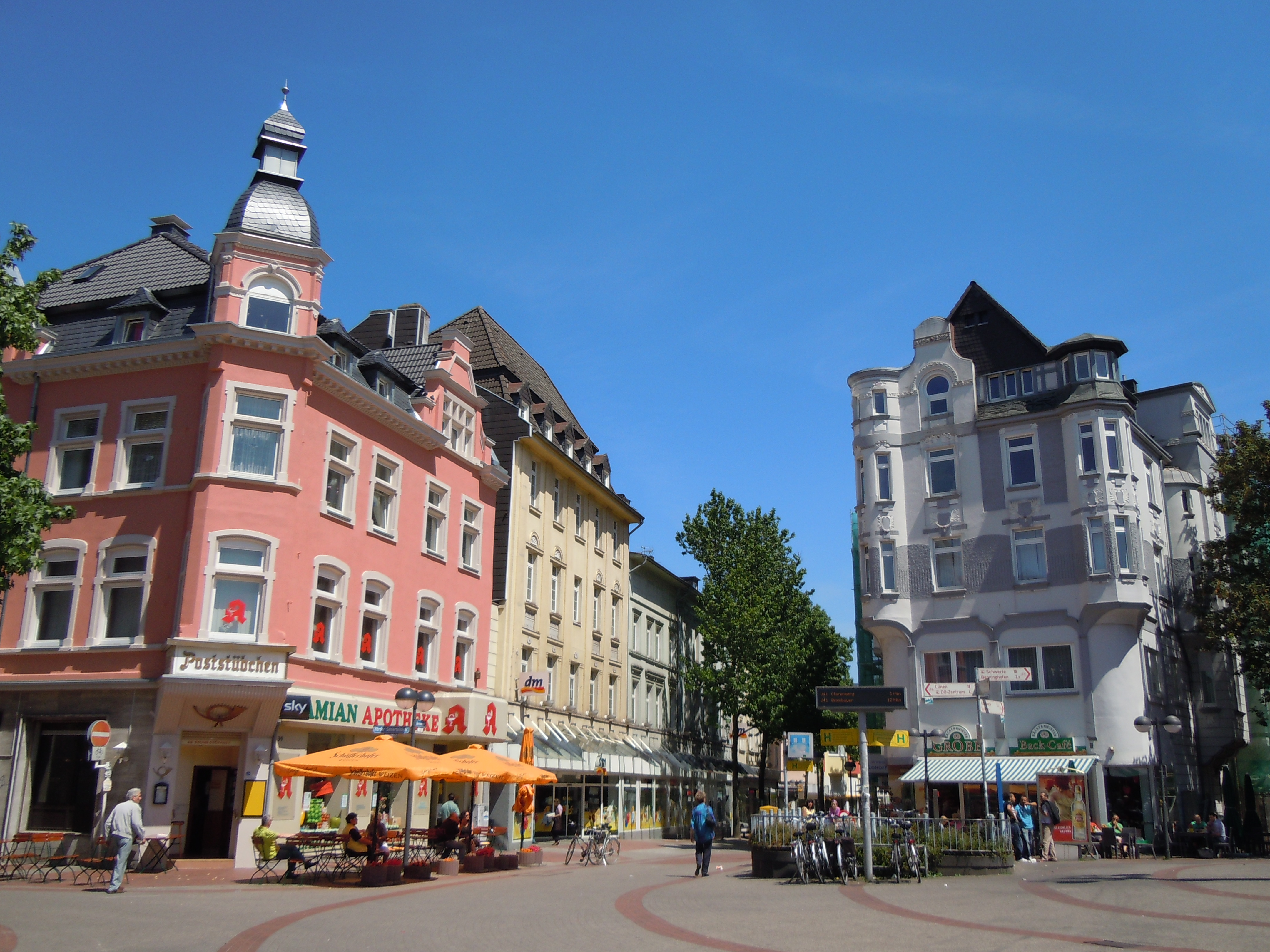

## وصلات خارجية
- دورتموند على موقع الموسوعة البريطانية (الإنجليزية)